# جمیل مدفعی
جمیل مدفعی (۱۸۹۰–۱۹۵۹) یک سیاست‌مدار اهل عراق بود که پنج بار به عنوان نخست‌وزیر پادشاهی عراق انتخاب شد.